# Rhodostrophia rubrior
Rhodostrophia rubrior là một loài bướm đêm trong họ Geometridae.